# Centre Excursionista de Terrassa
Centre Excursionista de Terrassa (CET) és una entitat cultural i excursionista sense ànim de lucre que va ser fundada el 1910 amb un interès científic inicial a Terrassa i derivà posteriorment cap a activitats mes esportives.
El CET està adherida a Federació d'Entitats Excursionistes de Catalunya (FEEC), endemés de a la Federació Catalana d'Espeleologia, Federació Catalana d'Esports d'Hivern, a la Institució Catalana d'Història Natural i a la Societat Catalana de Micologia.
Un dels personatges mes significatius vinculats al CET va ser Francesc Español, entomòleg que va publicar força en la publicació Arxius que promovia el Centre durant els anys 30 del segle xx.
Amb el canvi de seu que es va portar a terme el 2004 es va veure la necessitat de dur a terme accions de preservació del seu patrimoni documental. El seu fons, especialment fa referència als llibres d’actes de la Junta de l’entitat; la sèrie de correspondència exterior del Centre, i especialment la dels seus presidents, des del 1912, la qual es va optat per mantenir tal com estava organitzada.
El 2010 celebrà el centenari de la seva fundació amb la rememoració de l'excursió feta a l'ermita de Santa Maria de Campanyà i Sant Mamet a Sant Cugat del Vallès el dia 25 de novembre de 1910. El 2011 va rebre la Creu de Sant Jordi.